# Graf (títol)
Graf (femení: Gräfin) és un títol històric de la noblesa alemanya i més tard també de la noblesa russa, normalment traduït com a «comte». Considerat com a intermedi entre els rangs nobles, el títol és sovint tractat com l'equivalent al títol britànic de comte (la versió femenina del qual és «comtessa»).

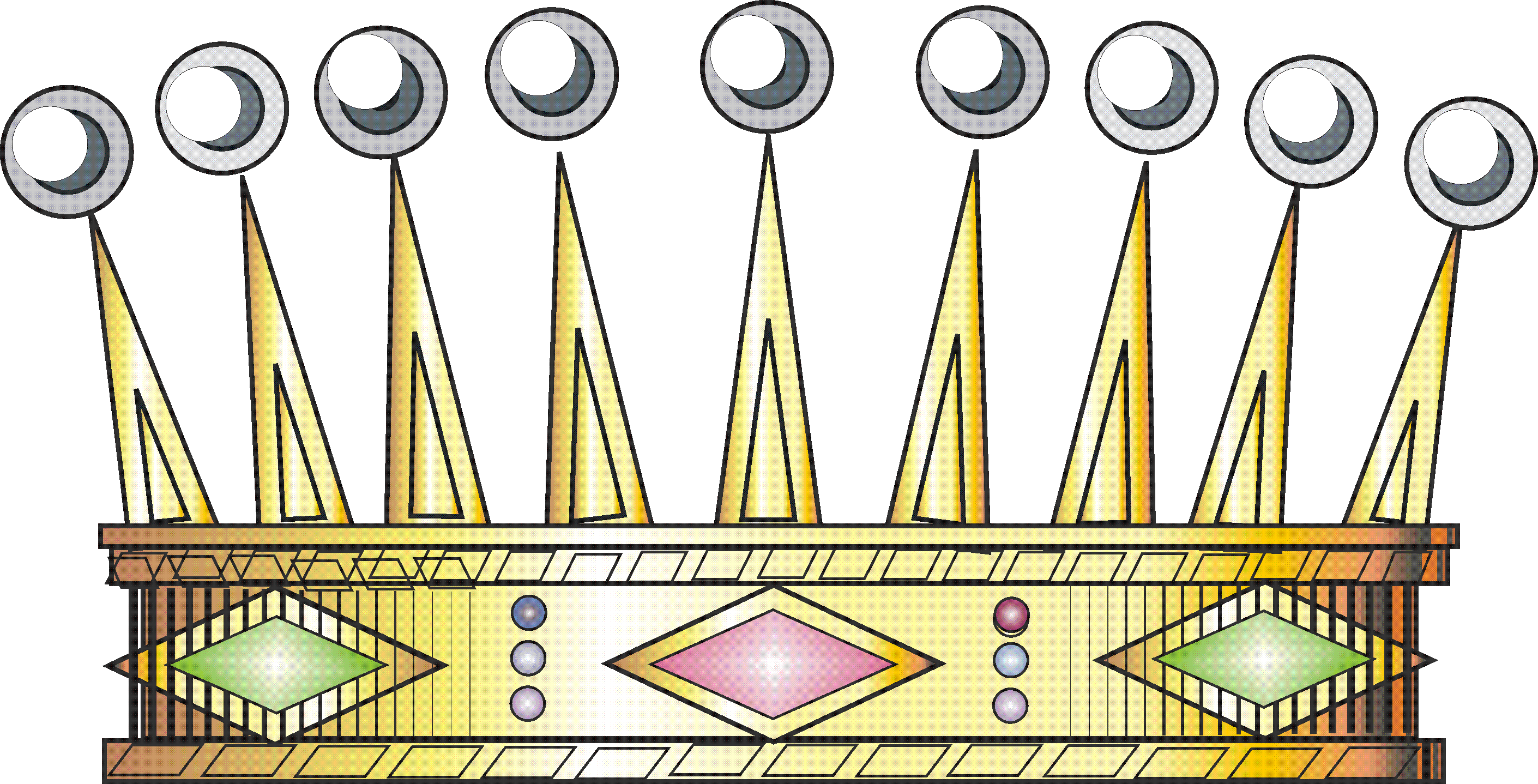
Corona heràldica de graf

Imatge d'una Grafenkrone, la corona heràldica d'un Graf titular

Casquet heràldic d'un Graf mediatitzat

Durant l'existència del Sacre Imperi i fins al final del feudalisme, aquesta denominació es va combinar amb altres termes que, per una banda, denotaven una jurisdicció o una àrea de responsabilitat i, per l'altra, s'associaven a concessions especials de l'autoritat o rang. L'alta noblesa incloïa aquells comtes que governaven territoris imperials immediats d'"extensió i importància príncipesques" pels quals tenien un seient i vot a la Dieta Imperial.

## Etimologia i origen
La paraula Graf deriva de grave , que sol derivar del llatí: graphio. Graphio al seu torn es creu que prové del títol romà d'Orient grapheus, que en última instància deriva del verb grec γρᾰ́φειν (graphein) 'escriure'. S'han donat altres explicacions, però; Jacob i Wilhelm Grimm, tot i notar el potencial d'una derivació grega, van suggerir una connexió amb el gòtic gagrêfts, que significa 'decisió, decret'. Tanmateix, els Grimm van preferir una solució que permetés una connexió amb l'Anglès antic reeve , en què el ge- és un prefix, i que els Grimm deriven del protogermànic *rōva 'nombre'.

## Història
El títol comtal de Graf és comú a diversos territoris europeus on l'alemany era o és la llengua oficial o vernacular, incloent Àustria, Alemanya, Suïssa, Luxemburg, Liechtenstein, Alsàcia, els estats bàltics i altres antigues terres de la corona dels Habsburg. A Alemanya tots els privilegis legals de la noblesa han estat abolits oficialment des de l'agost de 1919 i Graf, com qualsevol altre títol hereditari, es tracta com a part del cognom legal. A Àustria el seu ús està prohibit per llei, com amb tots els títols hereditaris i partícules nobiliàries. A Suïssa el títol no està reconegut per la llei. A les monarquies de Bèlgica, Liechtenstein i Luxemburg, on l'alemany és una de les llengües oficials, el títol continua sent reconegut, utilitzat i, ocasionalment, atorgat pel fons honorum nacional, el monarca regnant.
A l'Edat Mitjana un Graf generalment governava un territori conegut com a Grafschaft ('comtat'). Al Sacre Imperi Romanogermànic molts comtes imperials (Reichsgrafen) van mantenir una autoritat gairebé sobirana a les seves terres fins que el Congrés de Viena els va subordinar a monarques més importants i veïns a través del procés de mediatització alemany de 1815, preservant la seva preferència, assignant representació familiar a les legislatures locals, algunes immunitats jurisdiccionals i el prestigiós privilegi d'Ebenbürtigkeit . A les regions d'Europa on els nobles en realitat no exercien Landeshoheit sobre la població, el Graf va mantenir durant molt de temps privilegis feudals específics sobre la terra i als pobles del seu comtat, com ara els drets al servei dels pagesos, a les quotes periòdiques per l'ús d'infraestructura comuna com la fusta, els molins, els pous i les pastures.
Aquests drets es van anar erosionant gradualment i van ser eliminats en gran part abans o durant el segle XIX, deixant el Graf amb pocs privilegis legals més enllà de la propietat de la terra, encara que les finques com tals a les terres de parla alemanya eren sovint substancials. No obstant això, uns quants governants de les terres de parla alemanya van concedir el títol hereditari de Graf als seus súbdits, especialment després de l'abolició del Sacre Imperi Romanogermànic el 1806. Encara que no tenien el prestigi i els poders dels antics comtes imperials, van continuar sent membres legals de la noblesa local, amb dret als privilegis menors reconeguts a la cort del governant. El títol, traduït com a «comte», era generalment acceptat i utilitzat en altres països per costum.
Molts comtes continentals d'Alemanya i Àustria es van anomenar Graf sense cap titulació addicional. Excepte al Regne de Prússia a partir del segle XIX, el títol de Graf no estava restringida per la primogenitura: era heretada per tots els descendents legítims de la línia masculina del titular original; els mascles també heretaven una part aproximadament igual de la riquesa i els béns de la família. Normalment un sufix amb guionet indicava quina de les terres familiars tenia una línia particular de comtes, per exemple Castell-Rudenhausen.
Al Sacre Imperi Romanogermànic, alguns comtes van prendre o se'ls va concedir variacions úniques del títol gräfliche, sovint relacionat amb un domini específic o jurisdicció de responsabilitat, per exemple Landgraf, Markgraf, Pfalzgraf (Comte Palatí), Burggraf, Wildgraf, Waldgraf, Altgraf, Raugraf, etc. Encara que com a títol Graf està ordenat oficialment, per sota dels d'Herzog (duc) i Fürst (príncep), l'emperador del Sacre Germànic va poder reconèixer i va reconèixer concessions úniques d'autoritat o rang a alguns d'aquests nobles, elevant-los a l'estatus de gefürsteter Graf o «comte príncep». Però un títol grafliche amb aquest prefix no sempre significava un rang superior al comital o pertinença a l'Hochadel. Només el més important d'aquests títols, històricament associat a graus de sobirania, es va mantenir en ús al segle XIX, concretament els Markgraf i Landgraf.
A Rússia, el títol de Graf (rus: Граф; femení: Графиня, romanitzat Grafinya) va ser introduït per Pere el Gran. El primer graf (o comte) rus va ser Boris Petrovich Sheremetev, elevat a aquesta dignitat el 1706 per a la pacificació de l'Aixecament d'Astrakhan. Aleshores, Pere va concedir sis dignitats de graf més. Inicialment, quan algú va ser elevat a la dignitat de graf de l'Imperi Rus, es requeria l'elevat reconeixement per part de l'emperador alemany amb la mateixa dignitat del Sacre Imperi Romanogermànic. Posteriorment, aquesta darrera va deixar de ser obligatòria.

## Títols nobiliaris que contenen el termeGraf
Alguns són d'aproximadament rang comtal, alguns són superiors i altres inferiors. Entre altres, podem trobar:
- Alt = antic, antics o originals (i per tant "venerable"); en derivà altgraf. Per exemple, Altgraf zu Salm o comte de Salm antic, original.
- Burg = Burg (generós), castell o fortalesa; en derivà burggraf (en català, burggravi).
- Terreny = país; en derivà landgraf (en català, landgravi)
- Marca = Marca (territori), una província de la frontera (a l'est seria Prússia, a l'oest Valenciennes); en derivà markgraf (en català, marcgravi[6] o marquès).
- Pfalz = palau del sobirà; en derivà pfalzgraf (en català, el comte palatí), que van rebre el seu despatx en la quota del sobirà, i es van ubicar entre els ducs).
- Brut = Rau (originalment en nous territoris al país de muntanya); en derivà raugraf (en català, raugravi). Es coneixen des del segle x, i va tenir la ciutat d'Alzey, Geraiersheim, Creutznach, Simmeren, Rockenhausen, Beimberg que van formar el que es va anomenar el raugraviat. Els seus actius eren, en part, els electors del Kurpfalz. L'Elector Palatí Carles Lluís renovà el 1667 el títol de raugravi a favor de la seva esposa morganàtica, Degenfeld Louise, que es denominà la raugravina. El raugravis encara tenen representants a alguns llocs d'Europa.
- Rin = Rin (riu); en derivà rheingraf (en català, ringravi). El 1400, els ringravis també van heretar el títol i les possessions dels wildgravis de Daun i Kirbourg. Al segle xvi, per matrimoni, van rebre la meitat del comtat de Salm a Lorena, on es van establir i, per tant, s'anomenaren Wild i Ringravis, comtes de Salm.
- Wald = bosc (comes nemoris); en derivà waldgraf.
- Wild = Wild (en els Nous Territoris); en derivà Wildgraf (en català, wildgravi), relacionat amb el títol de ringravi.

| Alemany          | Traducció                                                                                            | Commentari/ etimologia |
| ---------------- | --- | --- |
| Markgraf         | Marcgravi (només continental) o Marquès                                                              | Mark 'marca, província fronterera' + Graf. Exercia autoritat sobre el territori a la frontera de l'Imperi.                                                    |
| Landgraf         | Landgravi                                                                                            | Land 'país' + Graf. Exercia autoritat sobre tota una província.                                                                                               |
| Reichsgraf       | Reich 'Imperi' + Graf. Comte imperial, el títol del qual va ser atorgat o reconegut per l'Emperador. | |
| Gefürsteter Graf | Comte Príncep                                                                                        | Verb alemany per a "convertit en un Reichsfürst" + Graf. |
| Pfalzgraf        | Comte palatí o Palsgrave (arcaic)                                                                    | Pfalz 'comtat palatí' + Graf. Originalment governava amb l'autoritat del Palau Imperial; més tard, governant de la ':terra del Palau, és a dir, el Palatinat. |
| Rheingraf        | Rhinegrave                                                                                           | Rhein 'riu Rin' + Graf. Territori governat que vorejava el riu Rin.                                                                                           |
| Burggraf         | Burgrave                                                                                             | Burg 'castell, burg' + Graf. Territori governat que envolta o dominat per un castell fortificat.                                                              |
| Altgraf          | Altgrave                                                                                             | alt 'vell'+ Graf. Un comte el títol del qual va ser anterior a les concesions imperials del títol comtal. Únic de la Casa de Salm.                            |
| Freigraf         | Comte Lliure                                                                                         | frei 'lliure' (Títol al·lodial) + Graf. Tant un títol feudal de rang comtal com un càrrec més tècnic.                                                         |
| Gaugraf          | Gaugrave                                                                                             | Gau 'territori imperial' + Graf. Sobirà d'un gau a l'Imperi Carolingi. Més tard, la majoria de gäue es van convertir en comtats (Grafschaften).               |
| Waldgraf         | Wildgravi                                                                                            | Wald 'bosc' + Graf. Governava una zona densament boscosa. |
| Raugraf          | Raugrave                                                                                             | Rau('cru, deshabitat, salvatge') + Graf. Territori governat centrat en una zona de terra no urbanitzada.                                                      |
| Vizegraf         | Vescomte                                                                                             | Vize 'vice-, substitut' + Graf. |

## Reichsgraf
Un Reichsgraf era un noble el títol de comte del qual li era conferit o confirmat per l’emperador del Sacre Imperi Romanogermànic, i significava "comte imperial", és a dir, un comte del Sacre Imperi Romanogermànic. Des de l'època feudal, qualsevol comte el territori del qual es trobava dins de l'Imperi i estava sota la jurisdicció immediata de l'emperador amb un vot compartit al Reichstag va arribar a ser considerat membre de l'"alta noblesa" (Hochadel) a Alemanya, juntament amb els prínceps (Fürsten), ducs (Herzog), electors (Kurfürsten), i el mateix emperador. Un comte que no era un Reichsgraf probablement només posseïa un feu mesne (Afterlehen) — estava subjecte a un príncep immediat de l'Imperi, com ara un duc o un príncep elector.
No obstant això, els emperadors del Sacre Imperi Romanogermànic també van concedir ocasionalment el títol de Reichsgraf a súbdits i estrangers que no posseïen ni se'ls concedien territoris immediats, o, de vegades, cap territori. Aquests títols eren purament honorífics.
Reichsgraf es tradueix normalment simplement com a comte i es combina amb un sufix territorial (per exemple, comte d'Holanda, comte de Reuss) o un cognom (comte Fugger, comte von Browne). Fins i tot després de l'abolició del Sacre Imperi Romanogermànic el 1806, el Reichsgrafen van mantenir la precedència per sobre d'altres càrrecs a Alemanya. Aquells que havien estat quasi sobirans fins a la mediatització alemanya van conservar, fins al 1918, l'estatus i els privilegis pertanyents als membres de les dinasties regnants.
Reichsgrafen notables són:
- Castell
- Fugger
- Henneberg, un títol fusionat amb la dignitat imperial
- Leiningen
- Nassau-Weilburg des del 26 de setembre de 1366 (anteriorment, simplement, Graf)
- Pappenheim
- Stolberg
- Tyrol com a domini de l'Corona austríaca

Una llista completa de Reichsgrafen amb territoris immediats a partir de 1792 es poden trobar a la Llista de participants del Reichstag (1792).

## Marcgravi
Un Markgraf o marcgravi era originalment un governador militar d'una marca carolíngia, una província fronterera. A l'època medieval, les fronteres del Sacre Imperi Romanogermànic eren especialment vulnerables als atacs estrangers, per la qual cosa el comte hereditari d'aquestes marques del regne de vegades rebia més autoritat que altres vassalls per garantir la seguretat. Portaven el títol de margravi fins que els pocs que van sobreviure com a sobirans van assumir títols més alts quan l'Imperi va ser abolit el 1806.
Exemples: Marcgraviat de Baden, marcgravi de Brandenburg-Bayreuth. Des de l'abolició de l'Imperi Alemany al final de la Primera Guerra Mundial, els hereus d'algunes de les seves antigues monarquies han reprès l'ús del marcgravi com a títol de pretensió, per exemple, Maria Emanuel, marcgravi de Meissen i Maximilià, marcgravi de Baden.

## Landgravi
Un Landgraf o Landgravi era un noble de rang comtal a l'Alemanya feudal, la jurisdicció del qual s'estenia sobre un territori més gran que el que normalment tenia un comte dins del Sacre Imperi Romanogermànic. L'estatus de landgrave era elevat, generalment associat amb sobirans que estaven subjectes a l'emperador del Sacre Imperi Romanogermànic però exercien autoritat sobirana dins de les seves terres i una independència més gran que les prerrogatives a les quals tenia un simple Graf tenia dret, però el títol en si no implicava cap privilegi legal específic.
Landgraf va continuar en ús ocasional com a títol subsidiari de membres de la reialesa menor com l'Elector de Hessen o el Gran Duc de Saxònia-Weimar-Eisenach, que va funcionar com a Landgrave de Turíngia durant la primera dècada del segle XX. La jurisdicció d'un landgrave era una Landgrafschaft o landgraviat, i l'esposa d'un landgrave era una Landgräfin o landgravina.
Exemples: Landgrave de Turíngia, Landgrave de Hessen, Landgrave de Leuchtenberg, Landgrave de Fürstenberg-Weitra El títol ara el tenen els hereus hereditaris dels monarques deposats de Hesse (Donat, landgrave de Hesse i Guillem, landgrave de Hesse-Philippsthal-Barchfeld), que van perdre el tron el 1918.

## Gefürsteter Graf
Un gefürsteter Graf (comte principesc) és un Reichsgraf qui va ser reconegut pel Sacre Emperador Romanogermànic com a posseïdor del rang més alt o exercint l'autoritat més extensa d'un príncep imperial (Reichsfürst). Tot i que nominalment només conservava un títol comtal, l'emperador li atorgava el rang principesc i, normalment, l'escut d'armes. Un exemple d'això seria el Comtat Principesc d'Habsburg, l'homònim de la Dinastia dels Habsburg, que en diversos moments va controlar grans quantitats de terres a tot Europa.

## Burggrave/Vesconte
Un Burggraf, o burgrave, va ser un governador judicial militar i civil d'un castell dels segles XII i XIII (compareu Castlà, custos rotulorum, guardià) de la ciutat que dominava i del seu entorn immediat. La seva jurisdicció era una Burggrafschaft, burgraviat.
Amb el temps, el càrrec i el domini al qual estava vinculat tendien a esdevenir hereditaris per concessió imperial o retenció al llarg de generacions pels membres de la mateixa família.
Exemples: Burgravi de Nuremberg, Burgravi de (Burggraf zu) Dohna-Schlobitten, Castell de Colditz.
Inicialment, el burgrave va suggerir una funció i una història similars a altres títols traduïts en alemany per Vizegraf, en neerlandès com Burggraaf o en català com a Vescomte (llatí: Vicecomes); el lloctinent d'un comte encarregat d'exercir les prerrogatives del comte en la supervisió d'una o més de les fortaleses o feus del comte, ja que el burgravi residia normalment en un castell o ciutat fortificada. Alguns es van convertir en hereditaris i, a l'era moderna, van obtenir un rang just per sota de comte, tot i que per sobre de Freiherr (baró) que podria tenir un feu com a vassall del comte original.

## Rhinegrave, Wildgrave, Raugrave, Altgrave
A diferència dels altres títols comtals, Rhinegrave, Wildgrave (Wildgravi), Raugrave i Altgrave no són títols genèrics. Més aviat, cadascun està vinculat a un comtat específic, el títol únic del qual va sorgir al llarg de la seva història. Aquests comtats amb noms inusuals eren equivalents en rang a altres comtes de l'Imperi que eren de Hochadel estatus, tenint dret a un escó i vot compartits a la Dieta Imperial i posseint immediatesa imperial, la major part de la qual seria mediatitzada després de la dissolució de l'Imperi el 1806.
- Rhinegrave (alemany: Rheingraf) era el títol del comte del Rheingau, un comtat situat entre Wiesbaden i Lorch a la riba dreta del Rin. El seu castell era conegut com el castell Rheingrafenstein. Després que els Rheingraves heretessin el Wildgraviat i parts del Comtat de Salm, es van anomenar Wild-and-Rheingraves de Salm.
- Quan el Nahegau (un comtat que porta el nom del riu Nahe) es va dividir en dues parts el 1113, els comtes de les dues parts, pertanyents a la Casa de Salm, es deien Wildgraves i Raugraves, respectivament. Van rebre el nom de les propietats geogràfiques dels seus territoris: Wildgrave (alemany: Wildgraf; llatí: comes sylvanus) després de Wald ('bosc'), i Raugrave (alemany: Raugraf; llatí: comes hirsutus) després del terreny accidentat (és a dir, muntanyós).[8]
  - El primer Raugrave va ser el comte Emich I (mort el 1172). La dinastia va desaparèixer al segle xviii. Carles I Lluís, elector palatí, va comprar les finques i, després de 1667, va concedir a l'esposa i els fills del seu segon matrimoni, possiblement bígam (morganàtic), amb la baronessa Marie Luise von Degenfeld, el títol de «Raugravine/Raugrave».[9]
- Altgrave (alemany: Altgraf, antic comte) era un títol utilitzat pels comtes del Baix Salm per distingir-se dels Wild- i Rhinegraves del Alt Salm, ja que el Baix Salm era la branca més antiga de la família.[8]

## Ús modern dels cognoms alemanys
La noblesa alemanya, tot i que no va ser abolida (a diferència de la noblesa austríaca per la nova Primera República Austríaca el 1919), va perdre el reconeixement com a classe jurídica a Alemanya sota la República de Weimar el 1919 segons l'article 109 de la Constitució de Weimar. Els antics títols nobiliaris hereditaris legalment simplement es van transformar en parts dependents del cognom legal (amb el títol anterior ara seguint el nom de pila, per exemple, Otto Graf Lambsdorff). Com a parts dependents dels cognoms (nichtselbständige Namensbestandteile Namensbestandteile), s'ignoren en l'ordenació alfabètica dels noms, igual que qualsevol partícula nobiliària, com ara von zu, i poden ser o no utilitzats per aquells que els porten. El cognom principal distintiu és el nom que segueix al Graf, o Gräfin, i la partícula nobiliària si n'hi ha. Avui dia, havent perdut el seu estatus legal, aquests termes sovint no es tradueixen, a diferència d'abans de 1919. Els títols, però, conserven prestigi en uns quants cercles de la societat.